# 胡安·比森特·佩雷斯
胡安·比森特·佩雷斯·莫拉（西班牙語：Juan Vicente Pérez Mora，1909年5月27日—2024年4月2日）是委內瑞拉的超級人瑞，委内瑞拉史上最年長者。繼薩圖尼諾·德拉富恩特於2022年1月18日逝世後成為在世最年長男性。

## 生平
1909年5月27日，佩雷斯·莫拉出生於委內瑞拉塔奇拉州埃爾科夫雷，在八個兄弟姐妹中排行老么。
佩雷斯一家於1913年移居至塔奇拉州聖何塞德玻利瓦爾，一家以務農作為經濟支柱。他於10歲時透過私人教師接受教育。儘管這位老師不久後便臥病在床，佩雷斯仍透過這位老師所贈的書學會讀寫。佩雷斯成年後以種植咖啡豆和甘蔗維生。他於1938年與比他年輕七歲的埃迪奧芬娜·德爾·羅薩里奧·加西亞（Ediofina del Rosario García，1916年—1997年）結婚，育有六位兒子和五名女兒。
二人於婚後遷至米蘭達市一名為洛波希爾斯（Los Paujiles）村莊，其後於1940年使用積蓄在州內的卡里庫納（Caricuena）購買農地，與他的兄長米格爾·安坎格爾（Miguel Arcángel）一同務農。他其中十名子女於該地出生。他於1948年擔任當地的治安官。1967年，他將農地售出以購買在聖何塞德玻利瓦爾的房子，直至現時他仍居住於此。
他的妻子德爾·羅薩里奧於1997年身故。在佩雷斯111歲生日之時，他有六名子女（三位兒子和三位女兒）仍然在世。他共有41位孫子，18位曾孫和12位玄孫。

## 健康與長壽
佩雷斯於98歲時（2007年）開始使用輪椅代步並移除假牙。不過當他一百歲時仍能行走。他於2020年超越卡門·帕切科·德·卡拉斯科（Carmen Pacheco de Carrasco，1901年—2013年）111歲51天的紀錄，成為史上最長壽的委內瑞拉人。
2022年1月18日西班牙超級人瑞薩圖尼諾·德拉富恩特過世後，他以112歲236天之齡成為在世最年長男性，並於同年2月4日獲得金氏世界紀錄認證，其後於5月17日對外公開。根據醫生所言，他的健康十分良好，並沒有任何嚴重的健康問題，而且頭腦清楚，甚至還能回憶童年時的事情。他講話的聲音也比較清晰，聽力尚存，不過人们必须大声说话或靠近他，他才能聽到對方在講什麼。
2022年5月27日，佩雷拉歡度他的113歲生日。除了他的家人外，許多鄰里都出席了他的生日派對。他將他的長壽歸功於努力工作、每天以玫瑰經祈禱兩次和每天喝一杯烈酒。同年6月1日生於意大利，移居巴西的超級人瑞德利奧·文圖羅蒂（Delio Venturotti，生於1909年10月25日）過世後，佩雷斯成為最後一位生於1900年代的男性。
2023年5月27日，佩雷斯慶祝114歲生日，成為繼托马斯·皮纳莱斯·菲格雷奥3年來首位活到114歲的男性及史上第9位無爭議活到114歲的男人。一如他去年的生日，他的114歲生日同樣在區內大肆慶祝。
截至2024年4月，他是史上第四長壽的男性及世上第四年長的人。他亦是拉丁美洲第二長壽的男性，僅次於艾米利亞諾·梅爾卡多·德爾托羅（享嵩壽115歲156天）。他也是拉丁美洲繼伊娜·卡納巴羅·盧卡斯（生於1908年）之後在世第二年長者。
2024年4月2日，佩雷斯在家中去世，享嵩壽114岁311天。

## 長壽紀錄
- 2022年1月18日，薩圖尼諾·德拉富恩特逝世，成為在世最年長男性[1]。
- 2022年5月17日，經金氏世界紀錄獲驗證為在世最年長男性[26]。
- 2022年6月1日，德利奧·文圖羅蒂逝世，以113岁5天成為最後一位出生於1900年代的男性。
- 2023年5月27日，胡安·比森特·佩雷斯·莫拉成为第9位经确认活过114岁的男子。
- 2023年8月17日，胡安·比森特·佩雷斯·莫拉，114岁82天，超越瓊·里路德阿伯特成為史上無爭議第8年長男性。
- 2023年11月21日，胡安·比森特·佩雷斯·莫拉，114岁178天，超越托马斯·皮纳莱斯·菲格雷奥成為史上無爭議第7年長男性。
- 2023年12月3日，胡安·比森特·佩雷斯·莫拉，114岁190天，超越中愿寺雄吉成為史上無爭議第6年長男性。
- 2023年12月19日，胡安·比森特·佩雷斯·莫拉，114岁206天，超越沃爾特·布魯宁成為史上無爭議第5年長男性。
- 2024年1月11日，生於1910年4月4日的埃夫拉因·安東尼奧·里奧斯·加西亞逝世，胡安·比森特·佩雷斯·莫拉以114歲229天之齡成為最後一位生於1911年之前的男性。
- 2024年2月17日，胡安·比森特·佩雷斯·莫拉，114岁266天，超越奥拉西奥·塞利·门多萨成為史上無爭議第4年長男性。